# Salamatof
Salamatof és una concentració de població designada pel cens dels Estats Units a l'estat d'Alaska. Segons el cens del 2000 tenia 954 habitants.

## Demografia
Segons el cens del 2000, Salamatof tenia 954 habitants, 220 habitatges, i 163 famílies La densitat de població era de 45,4 habitants/km².
Dels 220 habitatges en un 35,5% hi vivien nens de menys de 18 anys, en un 60,9% hi vivien parelles casades, en un 8,2% dones solteres, i en un 25,9% no eren unitats familiars. En el 20,5% dels habitatges hi vivien persones soles el 3,6% de les quals corresponia a persones de 65 anys o més que vivien soles. El nombre mitjà de persones vivint en cada habitatge era de 2,65 i el nombre mitjà de persones que vivien en cada família era de 3,04.
Per edats la població es repartia de la següent manera: un 17,3% tenia menys de 18 anys, un 10,9% entre 18 i 24, un 39,2% entre 25 i 44, un 25,1% de 45 a 60 i un 7,5% 65 anys o més.
L'edat mediana era de 37 anys. Per cada 100 dones de 18 o més anys hi havia 253,8 homes.
La renda mediana per habitatge era de 44.861 $ i la renda mediana per família de 46.719 $. Els homes tenien una renda mediana de 40.250 $ mentre que les dones 31.250 $. La renda per capita de la població era de 16.306 $. Aproximadament l'11,9% de les famílies i l'11,9% de la població estaven per davall del llindar de pobresa.

## Poblacions properes
El següent diagrama mostra les poblacions més properes.